# 遂高堂
遂高堂位于江苏省苏州市西南郊吴中区东山镇陆巷村。
遂高堂为明代正德、嘉靖年间名士王铨（1459-1521）故宅。王铨，曾任杭州府经历，辞官回乡经商，诗酒自娱。堂名“遂高堂”取自其兄户部尚书王鏊（1450—1524年）书信中的“输与伊人一着高”句。2013年，遂高堂修复。。1986年公布为吴县文物保护单位。2019年3月20日公布为第八批江苏省文物保护单位。